# Anne-Sophie Franck
Anne-Sophie Franck (Parigi, 12 aprile 1986) è un'attrice e modella francese.

## Biografia
Anne-Sophie Franck è conosciuta principalmente per aver recitato il ruolo della cameriera nella scena della taverna di Bastardi senza Gloria di Quentin Tarantino. In seguito ha preso parte a diversi film e serie TV, soprattutto in patria. Ha inoltre posato come modella per la fotografa Bettina Rheims.

## Filmografia

### Cinema
- I'm an actrice, regia di Maïwenn - cortometraggio (2004)
- La Vénus mutilée, regia di Joël Daguerre (2005)
- Les Deux vies du serpent, regia di Hélier Cisterne (2006)
- Mes copines, regia di Sylvie Ayme (2006)
- La giungla a Parigi (La Jungle), regia di Matthieu Delaporte (2006)
- Des mots silencieux, regia di Ruben Amar - cortometraggio (2007)
- Bastardi senza gloria (Inglourious Basterds), regia di Quentin Tarantino (2009)
- Emprise, regia di Vincent Arnaud - cortometraggio (2012)

#### Televisione
- Il commissario Cordier (Commissaire Cordier) - serie TV, episodio 1x08 (2007)
- S.O.S. 18 - serie TV, episodio 4x01 (2007)
- Heidi - serie TV (2007)
- Pas de secrets entre nous - serie TV, 5 episodi (2008)
- Brigade Navarro - serie TV, episodio 2x01 (2009)
- Folie douce, regia di Josée Dayan - film TV (2009)
- Presque célèbre, regia di Jean-Marc Thérin - film TV (2009)
- Victoire Bonnot - serie TV, episodio 1x01 (2010)
- L'été des Lip, regia di Dominique Ladoge - film TV (2011)
- Inquisitio - serie TV, 7 episodi (2012)